# Вашингтон-Парк (Аризона)
Вашингтон-Парк (англ. Washington Park) — переписна місцевість (CDP) в США, в окрузі Гіла штату Аризона. Населення — 85 осіб (2020).

## Географія
Вашингтон-Парк розташований за координатами 34°24′1″ пн. ш. 111°16′16″ зх. д. / 34.40028° пн. ш. 111.27111° зх. д. (34.400354, -111.271003).  За даними Бюро перепису населення США в 2010 році переписна місцевість мала площу 6,79 км², з яких 6,79 км² — суходіл та 0,00 км² — водойми.

## Демографія
Згідно з переписом 2010 року, у переписній місцевості мешкало 70 осіб у 39 домогосподарствах у складі 24 родин. Густота населення становила 10 осіб/км².  Було 206 помешкань (30/км²).
Расовий склад населення:
| - 100,0 % — білих |

До двох чи більше рас належало 0,0 %. Частка іспаномовних становила 0,0 % від усіх жителів.
За віковим діапазоном населення розподілялося таким чином: 1,4 % — особи молодші 18 років, 50,0 % — особи у віці 18—64 років, 48,6 % — особи у віці 65 років та старші. Медіана віку мешканця становила 64,9 року. На 100 осіб жіночої статі у переписній місцевості припадало 84,2 чоловіків;  на 100 жінок у віці від 18 років та старших — 86,5 чоловіків також старших 18 років.
Середній дохід на одне домашнє господарство  становив 177 647 доларів США (медіана — 46 467), а середній дохід на одну сім'ю — 58 495 доларів (медіана — 46 630). 
Цивільне працевлаштоване населення становило 48 осіб. Основні галузі зайнятості: освіта, охорона здоров'я та соціальна допомога — 33,3 %, будівництво — 33,3 %, науковці, спеціалісти, менеджери — 14,6 %, публічна адміністрація — 6,3 %.